# Nola Araújo
Georgeta Motta Pereira, conhecida pelo pseudônimo de Nola Araújo (Cachoeira, 24 de janeiro de 1911 - 2004) foi uma escritora bahiana, neta do jornalista Augusto Motta, fundador do jornal O Guarany, o mais antigo de Cachoeira. 
Filha do jornalista e comerciante Ricardo Vieira Pereira e da dona de casa Georgeta Motta Pereira, era a quinta de nove filhos. Um de seus irmãos foi o deputado Augusto Públio Pereira (1907-1960) e a educadora e escritora Olga Pereira Mettig (1914-2004). Cachoeira, na Bahia, era seu cenário e inspiração favoritos, como no caso dos romances Beijo D'Água e Careta. Escreveu crônicas e coletâneas de artigos, como no caso de Crônicas de um Tempo, publicadas originalmente no jornal A Tarde. Era poeta e jornalista, realizando um trabalho essencialmente memorialista, valorizando os costumes da região de Cachoreira, rica em folclore e tradições.
Aos 20 anos, se casou e teve quatro filhos. Mudou-se para a cidade de Salvador entre os anos de 1939 e 1940. Em 1943, fez santo no Terreiro da Casa Branca do Engenho Velho, se tornando assim a primeira mulher luso descendente a entrar para o Candomblé. Suas indumentárias tradicionais foram reunidas na exposição “Mulher - Fé - Poesia, Centenário de Nóla Araújo”, realizada no Museu do Traje e do Têxtil do Instituto Feminino da Bahia, em abril de 2014.
Nola faleceu em sua cidade natal, em 2004, aos 93 anos. 